# Rolex Paris Masters 2021
Rolex Paris Masters 2021 — тенісний турнір, що проходив на кортах з твердим покриттям у Парижі з 1 до 7 листопада. Належав до категорії ATP Masters 1000, був турніром серії Мастерс Париж 2021 року.

## Фінальна частина

### Одиночний розряд
Новак Джокович —  Данило Медведєв 4–6, 6–3, 6–3

### Парний розряд
Тім Пюц /  Майкл Вінус —  П'єр-Юг Ербер /  Ніколя Маю 6–3, 6–7(4–7), [11–9]